# Romain Verger
Romain Verger est un écrivain français né à Boulogne-Billancourt le 20 avril 1972. Il est aussi professeur de lettres au lycée Evariste Galois de Sartrouville
 (janvier 2022).

## Œuvres
- Premiers dons de la pierre, L’improviste, 2003 (recueil de poèmes et de dessins)
- Onirocosmos, Presses de la Sorbonne Nouvelle, 2004 (essai sur Henri Michaux)
- Zones Sensibles, Quidam éditeur, 2006
- Grande Ourse, Quidam éditeur, 2007
- Forêts Noires, Quidam éditeur, 2010
- Fissions, Le Vampire Actif, 2013
- Ravive, L'Ogre, 2016